# Права ЛГБТ в Израиле
Гомосексуальные отношения в Израиле легальны с 1988 года, единый возраст сексуального согласия — 16 лет. Однополые союзы в Израиле признаны на правах незарегистрированных сожительств с 1994 года.
Дискриминация по признаку сексуальной ориентации была запрещена в 1992 году (до 2007 года Израиль был единственной страной в Азии, где существовало такое законодательство), однополые пары могут совместно усыновлять после решения суда в 2008 году.
В стране работает множество организаций, защищающих права ЛГБТ, как светских (Агуда), так и религиозных, таких как Хаврута — эта организация фокусируется на геях иудейского вероисповедания.
В 2005 году во время проведения гей-парада сторонники ортодоксального иудаизма швыряли в демонстрантов бутылки с мочой и пакеты с фекалиями. Некоторые протестующие несли лозунги «Гомосексуализм — это заболевание». Один из противников шествия тяжело ранил ножом гея и лесбиянку. Ранее мэр Иерусалима пытался запретить гей-парад, однако суд постановил, что для отмены недостаточно оснований, и обязал городские власти обеспечить безопасность мероприятия, разместить флаги для шествия с радужной символикой и возместить организаторам часть расходов.
Министр здравоохранения Израиля открытый гей Ницан Хоровиц в июне 2021 года заявил, что планирует отменить все ограничения, которые мешают гомосексуалам быть донорами крови.

## Однополая сексуальная активность
Государство Израиль унаследовало Закон о содомии (1533) как часть юридического кодекса Британского мандата. Нет никаких известных записей о том, что оно когда-либо применялось против гомосексуальных действий, имевших место между взрослыми по согласию, совершенных наедине. В некоторых случаях обвиняемые были признаны виновными в «содомии» (которая, согласно израильскому законодательству, включала также и оральный секс), очевидно, в рамках сделки о признании вины: этим обвиняемым были предъявлены обвинения в более серьёзных сексуальных преступлениях. Он также использовался как «отягчающее обстоятельство» при совершении других преступлений на сексуальной почве. Также было несколько дел, когда солдат судили за гомосексуальные отношения в военных судах. В 1956 году военный апелляционный суд рассмотрел дело двух солдат-мужчин, которые были приговорены к году тюремного заключения за сексуальные отношения по обоюдному согласию, и снизил приговоры до одного дня тюремного заключения для одного из них и 70 дней для другого из них. Суд изменил решение, приняв показания психолога о том, что гомосексуальное поведение было девиантным, но не преступным.
В начале 1960-х годов генеральный прокурор постановил, а в 1963 году Верховный суд Израиля постановил, что закон не должен применяться к действиям между взрослыми по согласию наедине. Запрет на однополые половые отношения по обоюдному согласию был официально отменен Кнессетом в 1988 году. Возраст согласия как на гомосексуальные, так и на гетеросексуальные отношения составляет 16 лет.

## Признание однополых отношений
В период с 1994 по 2007 год израильским однополым парам были предоставлены многочисленные права.
Однополые браки не могут быть законными в Израиле. Израильское законодательство разрешает регистрацию однополых браков, заключённых в другом месте, но не признаваемых на основании решения Верховного суда Израиля 2006 года, в котором говорится:
Прежде чем завершить, давайте вновь подчеркнем, что мы решаем сегодня и что мы решаем не сегодня. Мы постановляем, что в контексте статуса регистра населения как регистратора статистики, должностное лицо, осуществляющее регистрацию, должно регистрировать в регистре населения то, что подразумевается публичным удостоверением, которое ему вручают заявители, в соответствии с которым заявители состоят в браке и ввиду роли регистрационного должностного лица в качестве сборщика статистических материалов для целей ведения реестра... Мы не принимаем решения о том, что брак между лицами одного пола признается в Израиле; мы не признаем новый статус таких браков; мы не занимаем никакой позиции в отношении признания в Израиле браков между лицами одного пола, которые заключаются за пределами Израиля (будь то между жителями Израиля или между лицами, которые не являются жителями Израиля)
Гражданский брак не существует в Израиле и для гетеросексуальных пар (за исключением случаев, когда оба гетеросексуальных супруга не принадлежат ни к одной из признанных религиозных общин в стране), и, следовательно, только брак, санкционированный небольшим количеством официально признанных религиозных организаций, может быть зарегистрирован в Израиле. (Это ограничение вынуждает не только однополые пары, но и все гетеросексуальные пары смешанного вероисповедания и любого человека, желающего вступить в нерелигиозный брак, вступать в брак за пределами страны).

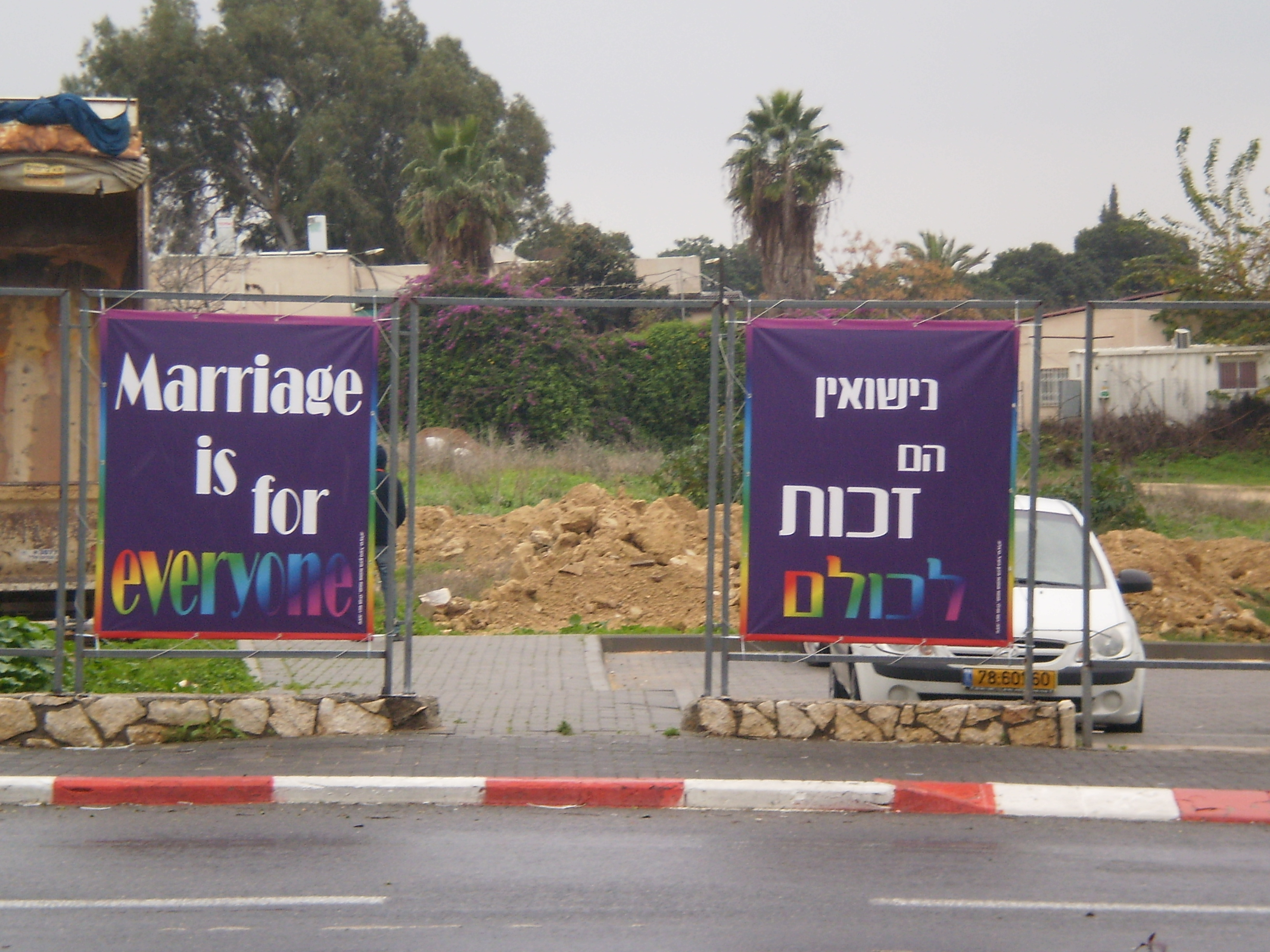
Таблички в поддержку однополых браков в Герцлии, 2012 год

Государство Израиль позволяет иностранным партнёрам своих гомосексуальных граждан получать вид на жительство. Комиссия по государственной службе распределяет супружеские пособия и пенсии на партнеров гомосексуальных работников. Государственная прокуратура Израиля распространила освобождение супругов от налога на передачу собственности для однополых пар. Генеральный прокурор Израиля предоставил юридическое признание однополым парам в финансовых и других деловых вопросах. Генеральный прокурор Менахем Мазуз сказал, что к парам будут относиться так же, как к гражданским супругам, признав их юридическими единицами в налоговых, недвижимых и финансовых целях. Мазуз принял решение, отказавшись обжаловать решение районного суда по наследственному делу, в котором признается законность однополого союза, говорится в заявлении его штаба. Однако Мазуз проводил различие между признанием однополых союзов в финансовых и практических целях, как он это сделал, и изменением закона, чтобы официально санкционировать союзы, что, согласно заявлению, будет вопросом, который должен решить парламент.
Город Тель-Авив признает не состоящие в браке пары, в том числе геев и лесбиянок, как семейные единицы и предоставляет им скидки на муниципальные услуги. Согласно уставу, пары, не состоящие в браке, имеют право на те же скидки на детский сад и пользование бассейнами, спортивными сооружениями и другими спонсируемыми городом мероприятиями, которые нравятся супружеским парам. 29 января 2007 года, после постановления Верховного суда об этом, Иерусалим зарегистрировал свою первую однополую пару, Ави и Биньямин Роуз.
В 2010 году в израильский закон о браке были внесены поправки с принятием Закона о гражданском союзе для граждан, не имеющих религиозной принадлежности, 2010 года, позволяющего парам противоположного пола создавать гражданский союз в Израиле, если они оба зарегистрированы как официально не принадлежащие к любой религии.
Кнессет предпринял пять неудачных попыток законодательного признания однополых союзов. Первой попыткой был законопроект о гражданском браке, который включал положения об однополых браках, внесенный партией Мерец. Законопроект был отклонен в мае 2012 года 39 голосами против 11, при этом 70 не присутствовали. Вторая и третья попытки были двумя аналогичными законопроектами, которые предусматривали гражданские союзы в Израиле как для разнополых, так и для однополых пар; один был предложен партией Ха-Тнуа, а другой — Еш Атид. В то же время Мерец предложила законопроект о гражданском браке, который включал положения об однополых браках. 8 июля 2015 года Кнессет отклонил законопроекты Мерец и Еш Атид 39 голосами против 50, а законопроект Ха-Тнуа был отклонен 22 февраля 2016 года 40 голосами против 47. В июне 2018 года Кнессет отклонил законопроект об однополых браках, внесенный Сионистским лагерем. Законопроект отклонили с разницей всего в три голоса, 39-42.

## Усыновление и воспитание
Усыновление родителей из числа ЛГБТ разрешалось только в некоторых ограниченных ситуациях, особенно когда ранее существовала связь между усыновляющим родителем и ребёнком, например, в качестве члена семьи или в статусе приемного ребёнка. 10 января 2005 года Верховный суд постановил, что лесбийская пара может на законных основаниях усыновлять детей друг друга. За последние 15 лет совместной жизни Таль и Авиталь Джарус-Хакак у них родилось трое детей. Пара подала прошение в Суд по семейным делам Тель-Авива на право официально усыновить детей друг друга в 1997 году, но ходатайство было отклонено, поскольку в израильском законе об усыновлении не было положений для однополых пар. Пара обратилась в Верховный суд. Хотя им не удалось добиться положительного решения окружного суда Тель-Авива, Верховный суд принял дело к рассмотрению. Ссылаясь на статью 25 Закона об усыновлении детей 1981 года, Джарус-Хакакс утверждали, что закон допускает «особые обстоятельства» для усыновления, когда это идет на благо ребёнка, даже если родители ребёнка ещё живы. Единственное условие — лицо, стремящееся к усыновлению, должно быть холостым. Пара утверждала, что, поскольку государство не признает однополые браки, они одиноки. Они добавили, что усыновление отвечает интересам детей, если одна из их родных матерей умрет. Верховный суд Израиля согласился, постановив 7-2 в пользу пары. После постановления Верховного суда паре было разрешено усыновлять биологических детей друг друга 12 февраля 2006 года. Лесбийские пары также могут получить доступ к ЭКО и вспомогательному оплодотворению на законных основаниях.
В феврале 2008 года суд постановил, что однополым парам теперь разрешено усыновлять ребёнка, даже если этот ребёнок биологически не связан ни с одним из родителей. Это стало переломным моментом в предоставлении равных прав геям в Израиле. isRealli, официальный, но уже не существующий блог государства Израиль, часто публиковал новости об усыновлении геями в Израиле. 10 марта 2009 года Суд по семейным делам Тель-Авива постановил, что бывший член Кнессета Узи Эвен и его партнер Амит Кама могут на законных основаниях усыновить своего 30-летнего приемного сына Йоси, что сделало их первой однополой парой в Израиле, чье право усыновления было признано законом.
28 января 2014 года Высокий суд Израиля вынес решение в пользу поправки, внесенной в мае 2013 года генеральным прокурором Израиля Иегудой Вайнштейн, и заявил, что однополые пары в Израиле могут легко усыновить ребёнка через суррогатное материнство, если биологический родитель является лицом того же пола, а родственники были бы готовы пройти тест на отцовство или представить весьма убедительные альтернативные медицинские и юридические доказательства отцовства. До внесения изменений в 2013 году для совместного усыновления однополых пар, участвующих в суррогатном материнстве, требовалось как проверка на отцовство биологическим родителем, так и длительный судебный процесс со стороны небиологического родителя. Это решение было дополнительно усилено в августе 2016 года, когда Суд по семейным делам Тель-Авива постановил, что израильские однополые пары могут усыновить ребёнка через суррогатное материнство от лиц, проживающих в Израиле или из других стран.
В конце августа 2017 года правительство Израиля объявило, что больше не выступает против однополого усыновления и что будут введены в действие новые критерии усыновления. Согласно новым критериям, потенциальные родители могут законно усыновить ребёнка независимо от их сексуальной ориентации, что означало равное обращение с разнополыми и однополыми парами. Раньше однополые пары могли усыновлять только детей, которых разнополые пары не хотели усыновлять. С 2008 по 2017 год усыновить ребёнка смогли только 3 однополые пары (из 550 претендентов) по сравнению с 1000 усыновлений у пар противоположного пола. Согласно опросу, проведенному ранее в августе 2017 года, 60 % израильтян поддержали права на усыновление однополых пар, в то время как 33 % были против. По состоянию на 2019 год, однако, министр юстиции заблокировал введенные ранее критерии.
Израильский закон о суррогатном материнстве позволяет парам противоположного пола подписывать соглашение о суррогатном материнстве с суррогатной матерью. В июле 2018 года Кнессет принял закон, расширяющий права суррогатного материнства на одиноких женщин, но отклонил поправку, которая включала однополые пары. Премьер-министр Биньямин Нетаньяху поддержал поправку, но позже проголосовал против неё из-за возражений со стороны ортодоксальных групп. Впоследствии около 100 000 человек вышли на марш протеста в Тель-Авиве. Протесты также получили поддержку нескольких компаний, включая Apple, Microsoft, Israir Airlines и многих других, а опрос общественного мнения, проведенный в июле 2018 года, показал, что 57 % израильтян выступают за суррогатное материнство для однополых пар. Несмотря на принятие закона, несколько постановлений судов защищают права однополых пар на суррогатное материнство. В феврале 2020 года Верховный суд Израиля единогласно постановил, что однополым парам должен быть предоставлен доступ к суррогатному материнству, постановив, что действующий закон вредит «праву на равенство», и дал государству один год на внесение поправок в существующее законодательство.
В июле 2018 года Верховный суд Израиля предложил упростить регистрацию детей, воспитываемых однополыми парами, в официальных документах на имена обоих родителей. Согласно предложению, небиологический родитель должен будет направить уведомление в Министерство внутренних дел. Однако правительство Израиля отвергло эту меру и настаивало на том, чтобы однополые пары должны получить постановление суда, если они хотят зарегистрировать своего ребёнка (детей) под обоими именами. В декабре 2018 года Верховный суд постановил, что однополые родители имеют право быть внесенными в свидетельства о рождении их ребёнка (детей). В знаковом деле суд высшей инстанции постановил, что Министерство внутренних дел не может отказать в этом праве на основании сексуальной ориентации родителей. Решение было принято после того, как двое геев усыновили сына, а затем попытались указать их имена в свидетельстве о рождении, но правительственные чиновники отказались это сделать. Судья Верховного суда Нил Гендель сказал в решении:
Принцип «на благо ребенка» требует регистрации всей его семьи и не позволяет нам ограничиваться только одним из его родителей в свидетельстве о рождении…. Контраст с обращением с ребенком, усыновленным гетеросексуальной парой, который имеет право на то, чтобы оба приемных родителя были записаны в свидетельстве о рождении, представляет собой контраст, который применим как к ребенку, так и к родителям ... пара должна быть [юридически] признана родителями, но чтобы свидетельство не отражало этот факт.
11 июля 2021 года Верховный суд Израиля окончательно объявил незаконным действующий запрет для однополых пар становиться родителями посредством суррогатного материнства. В течение шести месяцев, по решению суда, эти правовые ограничения должны быть устранены парламентом страны.
В 2023 году кнессет принял закон, по которому ЛГБТК-партнеры погибших военнослужащих приравниваются к членам семьи.

## Гендерная идентичность и самовыражение
Лечение гендерной дисфории в Израиле может оплачиваться с использованием государственной системы медицинского страхования страны, если пациент получает одобрение Комитета по смене пола, действующего в медицинском центра Шеба в Тель-ха-Шомере, который состоит из эндокринолога, уролога и пластического хирурга и организованного министерством здравоохранения. Все операции по смене пола в Израиле, кроме того, выполняются доктором Хаимом Капланом в Медицинском центре Шеба под эгидой этого комитета. Тем не менее, многие транссексуалы-израильтяне имели проблемы с получением разрешения на лечение в этом комитете из-за их жестких мнений о гендерной дисфории. Таким образом, многие платят из своего кармана за гормонозаместительную терапию и/или уезжают за границу на операцию по смене пола.
В июне 2013 года в Кнессет был внесен законопроект об устранении гендерных маркеров в национальных удостоверениях личности, но он не был принят.
С 2015 года Министерство здравоохранения разрешило трансгендерным людям менять пол без проведения операции по смене пола.
В августе 2021 года стало известно, что по рекомендации министерства здравоохранения правительство Израиля упростит получение разрешений на проведение операций по изменению пола.

## Военная служба
Открытые геи, лесбиянки и бисексуальные солдаты служат беспрепятственно во всех ветвях войск. В Израиле запрещается дискриминация геев, лесбиянок и бисексуалов при вербовке, расстановке и продвижении по службе. Военные признают однополые пары, включая вдов и вдовцов одного пола. Солдаты также допускаются к участию в гей-парадах. Армия обороны Израиля в настоящее время не считает гендерную дисфорию дисквалифицирующим условием службы. Кроме того, ЦАХАЛ считает, что определённое специфическое для переходного периода лечение (заместительная гормональная терапия и операция по смене пола) и консультирование необходимы с медицинской точки зрения тем, у кого диагностирован транссексуализм, и, таким образом, оплачивает указанное лечение. Кроме того, Армия обороны Израиля в каждом конкретном случае для своих военнослужащих-транссексуалов определяет конкретные правила несения военной службы по признаку пола (стаж службы, пол, в котором они должны находиться, должны ли они носить мужскую или женскую форму и т. д.). Однако, учитывая, что израильское законодательство затрудняет для транссексуалов начало перехода, пока они не достигнут 18, призывной возраст, и обычно не позволяет проводить операцию по смене пола до 21 года, до сих пор единственным человеком, который перенес операцию во время службы, является Шахар Эрез, первый открыто трансгендерный человек, который стал офицером. Кроме того, многие призывники с диагнозом «гендерная дисфория» могут получить освобождение от военной службы по собственному желанию. Официально политика ЦАХАЛ не запрещает интерсексуалам проходить службу.

## ЛГБТ-иммиграция в Израиль и Закон о возвращении
10 июня 2011 года Закон о возвращении был проверен, когда пара геев, один еврей и один католик, совершили алию в Израиль. Эта пара была первой однополой супружеской парой, исповедующей разные религии, которая запросила совместный статус алии, хотя разнополые супружеские пары противоположных религий получают совместную алию как само собой разумеющееся. Еврей быстро получил гражданство, но решение о предоставлении гражданства его мужу было отложено Министерством внутренних дел, несмотря на положение в законе, согласно которому супруга еврейского иммигранта также должна получить гражданство. 10 августа 2011 года Министерство внутренних дел предоставило гражданство мужу-нееврею в соответствии с требованиями Закона о возвращении. В 2014 году министр внутренних дел Гидеон Саар официально постановил, что в соответствии с Законом о возвращении евреи, будучи в однополых отношениях, состоящие в браке за границей, желающие иммигрировать в Израиль, могут это сделать, даже если их партнеры не евреи, и что они и их партнеры получат израильское гражданство.
В декабре 2016 года генеральный прокурор Авихай Мандельблит поручил Министерству внутренних дел Израиля рассматривать заявления на получение гражданства однополыми и разнополыми парами на одинаковых условиях. Однополый супруг гражданина Израиля теперь сможет претендовать на израильское гражданство с той же скоростью, что и супруг противоположного пола. Раньше однополым парам приходилось ждать до семи лет, и, как правило, им предоставлялось только постоянное место жительства, а не гражданство. Для пар противоположного пола этот процесс был намного быстрее. Решение было принято в ответ на иск, поданный в Верховный суд Ассоциацией отцов-геев.

## Защита от дискриминации
ЛГБТ-пары в Израиле имеют те же пенсионные, наследственные и медицинские права, что и гетеросексуальные пары. В 1992 году был принят закон, запрещающий дискриминацию при приеме на работу по признаку сексуальной ориентации, с некоторыми исключениями для религиозных организаций. В 1997 году в Закон о клевете и клевете была внесена поправка. Поправка расширила запрет на высказывание и публикацию сплетен и клеветы, мотивированных сексуальной ориентацией человека. Более того, в законе указывается, что любое насильственное преступление, мотивированное сексуальной ориентацией, считается преступлением на почве ненависти, что удваивает наказание. Запрещение дискриминации в товарах, услугах и посещении развлекательных и общественных мест запрещает дискриминацию по признаку сексуальной ориентации, в том числе со стороны тех, кто предоставляет товары, общественные услуги или управляет общественными местами.
С 2014 года ЛГБТ-молодежь находится под защитой в разных школах по всей стране.
В апреле 2020 года магистратский суд Беэр-Шевы постановил, что местная типография должна выплатить компенсацию группе по защите прав ЛГБТ после того, как она отказалась печатать их плакаты. Суд постановил, что «когда их убеждения вступают в противоречие с необходимостью предоставлять услуги всем в публичном пространстве, последнее значение имеет преимущественную силу».

## Конверсионная терапия
Конверсионная терапия вредит жизни ЛГБТ и может привести к заниженной самооценке, депрессии и суицидальным идеям. Она обычно включает электрошоковую терапию, принудительную химическую кастрацию, изгнание нечистой силы, прием препаратов, вызывающих тошноту, и особенно терапию разговорами.
В октябре 2014 года Министерство здравоохранения выступило с заявлением, в котором объявило, что оно считает конверсионную терапию «созданием ложного впечатления о научном признании, даже если нет никаких научных доказательств того, что она вообще успешна. Она также может причинить вред человеку». Министерство создало комитет по рассмотрению жалоб для расследования заявлений о конверсионной терапии со стороны специалистов в области психического здоровья. Согласно отчетам за февраль 2017 года, ни одна из 20 поданных жалоб комитетом не рассматривалась. Предполагалось, что комиссия будет собираться ежемесячно. Несколько депутатов, а именно Яэль Герман и Эяль Бен-Реувен, назвали комитет «дисфункциональным».
В феврале 2016 года Кнессет отклонил законопроект, внесенный бывшим министром здравоохранения Яэль Герман, который запрещал конверсионную терапию в Израиле для несовершеннолетних. Законопроект был отклонен 37 — «за» и 45 — «против».
В январе 2019 года Израильская медицинская ассоциация, которая представляет около 90 % всех врачей в Израиле, прямо запретила всем своим членам проводить любую конверсионную терапию для пациентов.
В июле 2019 года исполняющий обязанности министра образования Рафи Перец подвергся критике после того, как поддержал псевдонаучную практику и заявил, что лично проводил такие методы лечения. Премьер-министр Биньямин Нетаньяху отверг комментарии Переца как неприемлемые, заявив, что они «не представляют позицию [его] правительства» и что «[он] ясно дал ему понять, что израильская система образования продолжит принимать всех еврейских детей, кем бы они ни были и без любых различий, основанных на сексуальной ориентации». Тысячи израильских учителей подписали петицию с требованием увольнения Переса, и более тысячи человек протестовали против его комментариев в Тель-Авиве и в родном городе Переца, призывая к его отставке, в присутствии бывшего премьер-министра Израиля Эхуда Барака. Несколько дней спустя Перец отказался от своих комментариев, назвав конверсионную терапию «неуместной», но добавил, что «люди с гомосексуальной ориентацией имеют право на получение профессиональной помощи». После его комментариев сотни израильтян из числа ЛГБТ рассказали о своем «болезненном» и «разрушительном» опыте конверсионной терапии.
Несколько сторонников конверсионной терапии и лицензированных профессионалов переехали в Израиль из США из-за растущего числа запретов на псевдонаучную практику. Психологическая ассоциация Израиля выступает против конверсионной терапии.
В июле 2019 года в газете «Гаарец» было опубликовано мнение, в котором содержится призыв к полному юридическому запрету на эту практику.
В июле 2020 года израильский депутат принял закон о начале процесса запрета конверсионной терапии, став первой страной Ближнего Востока, сделавшей это. Законопроект был принят, когда две основные партии коалиции присоединились к оппозиции в его поддержке. Он должен пройти ещё два утверждения, чтобы стать новым законом.
В феврале 2022 года Министерство здравоохранения Израиля ввело запрет на использование конверсионной терапии и её рекламу.

## Донорство крови
С 1 июня 2017 года геям и бисексуальным мужчинам в Израиле разрешено на законных основаниях сдавать кровь после отсрочки в один год. Однако отсрочки для лесбиянок и бисексуальных женщин не было.
В январе 2018 года Министерство здравоохранения утвердило пилотный проект, позволяющий геям и бисексуалам сдавать кровь, независимо от того, когда они в последний раз вступали в половые отношения, как у гетеросексуалов.
С октября 2021 года геи и бисексуалы могут сдавать кровь независимо от того, когда они в последний раз занимались сексом, как и гетеросексуальные мужчины.

## Другие постановления суда
- 30 ноября 1994 года Верховный суд постановил, что партнер сотрудника-гея израильской национальной авиакомпании Эль Аль имеет право на бесплатные авиабилеты, как и супруг любого гетеросексуального сотрудника[72].
- В мае 2000 года Верховный суд признал лесбиянку приемной матерью четырёхлетнего биологического сына её партнера того же пола и обязал Министерство внутренних дел зарегистрировать усыновление[73].
- 17 марта 2002 года израильский семейный суд отклонил ходатайство лесбийской пары о признании их партнерского союза законным. Пара обручилась на гражданской церемонии в Германии. Женщины хотели, чтобы суд признал их партнерство гражданским браком в соответствии с израильским законодательством. Суд заявил, что, поскольку женщины не признаются семьей в соответствии с израильским законодательством, суд не уполномочен выносить решения по их делу. Правительственный адвокат, которого суд попросил дать юридическое заключение по делу от имени правительства Израиля, сказал, что государство возражает против удовлетворения запроса[74].
- 14 ноября 2004 года окружной суд Назарета постановил, что однополые пары имеют те же права наследования, что и супружеские пары. Это постановление отменило постановление суда по семейным делам о том, что пожилой мужчина из Кирьят-Шмона не имел супружеских прав. Мужчина наследовал имение своего покойного партнера, с которым прожил несколько десятилетий. Судьи из Назарета постановили, что термин «мужчина и женщина», определённый в израильском законе о наследовании, также включает однополые пары. Судьи Ниссим Маман и Габриэла Леви, которые выразили мнение большинства, основали свое решение на нечетком толковании термина «партнер», как он определён в других судебных постановлениях, например, касающихся вопросов, связанных с выплатами сотрудникам, и, таким образом, применили толкование к наследственному праву. Исполняющий обязанности председателя окружного суда Назарета Менахем Бен-Давид высказал мнение меньшинства, заявив, что юридический текст не должен толковаться «вопреки языковому значению». Представитель правительства заявил, что это решение будет обжаловано[75].
- В декабре 2004 года окружной суд Тель-Авива постановил, что государство не может депортировать колумбийского партнера израильского гея. 32-летний колумбиец въехал в Израиль по гостевой визе, срок действия которой истек, и Министерство внутренних дел распорядилось его депортировать. Его партнер — гражданин Израиля и солдат Армии обороны Израиля. Пара подала прошение о чрезвычайном положении в окружной суд Тель-Авива. Мужчин представляла Ассоциация за гражданские права в Израиле. Судья Узи Фогельман постановил, что государство действовало незаконно, пытаясь депортировать этого человека. В 1999 году постановлением Верховного суда было установлено, что министерство не может депортировать иностранных граждан, состоящих в браке с гражданами Израиля. Решение Фогельмана распространяет это решение на гражданские браки, включая однополые пары[76].
- В марте 2008 года министерство внутренних дел Израиля предоставило палестинцу-гею из Дженина редкий вид на жительство, чтобы он мог прожить со своим партнером 8 лет в Тель-Авиве после того, как он сказал, что его сексуальность подвергает его жизнь опасности на Западном берегу реки Иордан[77].
- В 2012 году израильский семейный суд разрешил первой однополой израильской паре развод. Развод профессора Тель-Авивского университета Узи Эвена, первого открытого гея-члена Кнессета, и доктора Амита Камы был разрешен Семейным судом Рамат-Гана, согласно Haaretz, который приказал министру внутренних дел зарегистрировать их статус разведённых[78].
- В декабре 2016 года генеральный прокурор Авичай Мандельблит дал указание Министерству внутренних дел Израиля рассматривать заявления о предоставлении гражданства однополых и разнополых пар на одинаковых условиях[45].

## Политика

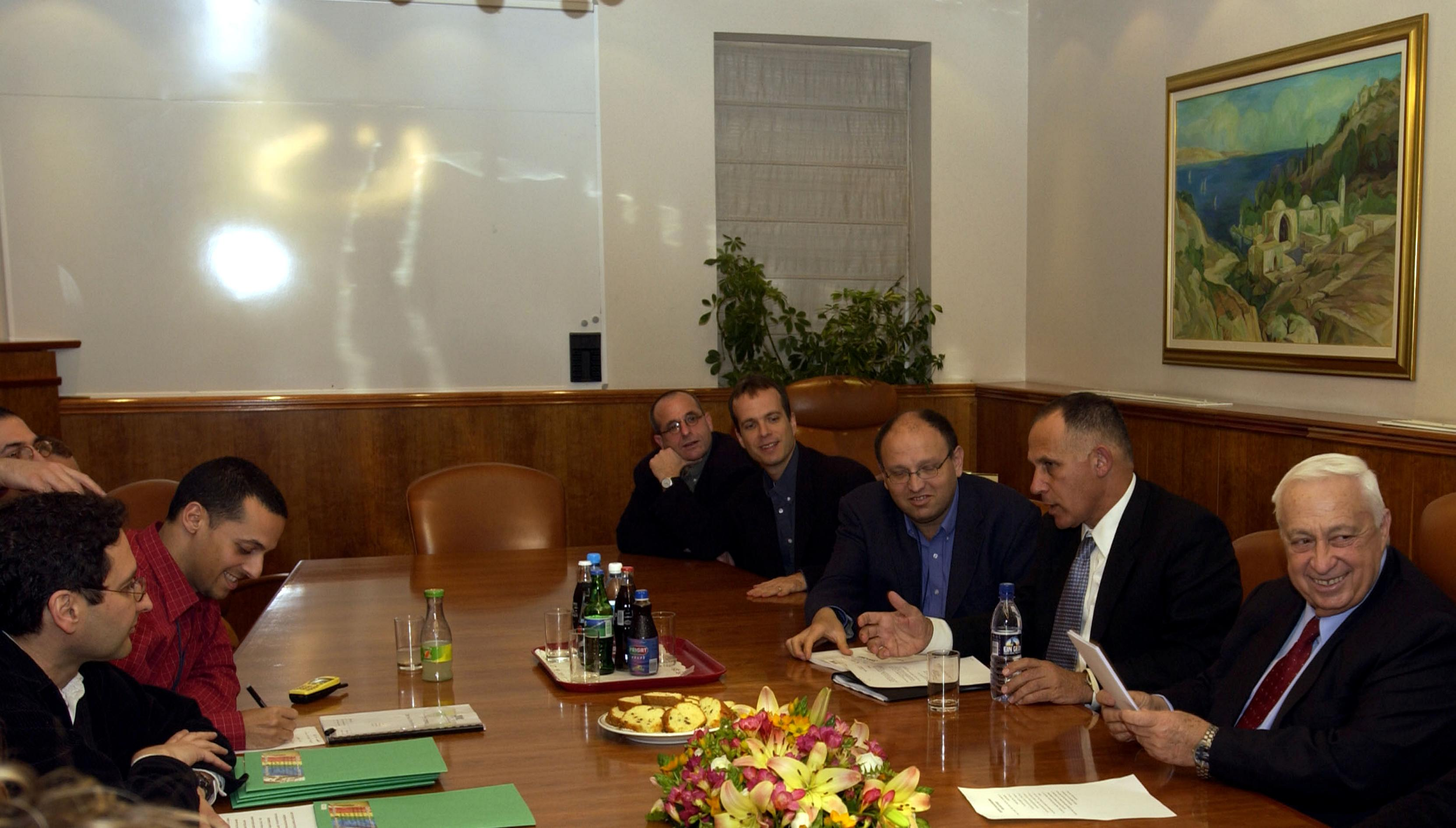
Встреча Ариэля Шарона с представителями ЛГБТ-сообщества в Иерусалиме, 2002 год

Партии Авода и Мерец поддерживают права ЛГБТ, как и ныне несуществующая партия Шинуй. Под руководством Ципи Ливни партия Кадима обратилась к ЛГБТ-сообществу. Другие незначительные либеральные или прогрессивные политические партии также поддерживают аналогичную платформу, в том числе партия Зеленых и партия Але ярок. Официальные лица ряда партий, в том числе Яэль Герман из Еш Атида, Лимор Ливнат из правящей Ликуд-Бейтейну и открытый гей Ницан Горовиц из партии Мерец, поддерживают однополые браки и пообещали поддерживать интересы ЛГБТ. Представители других партий, включая Ха-Тнуа, Хадаш и Авода, также пообещали оказать поддержку. Министр и член парламента Лимор Ливнат, однако, заявила, что добиться от правящей партии законодательного акта об однополых браках будет сложно из-за различных мнений по этому вопросу внутри партии, но пообещала сделать все возможное, чтобы её партия поддержала законопроект. В преддверии парламентских выборов в апреле 2019 года «Исраэль Бейтейну», одна из наиболее консервативных политических партий страны, объявила, что её «двери открыты для всех», независимо от их сексуальной ориентации.

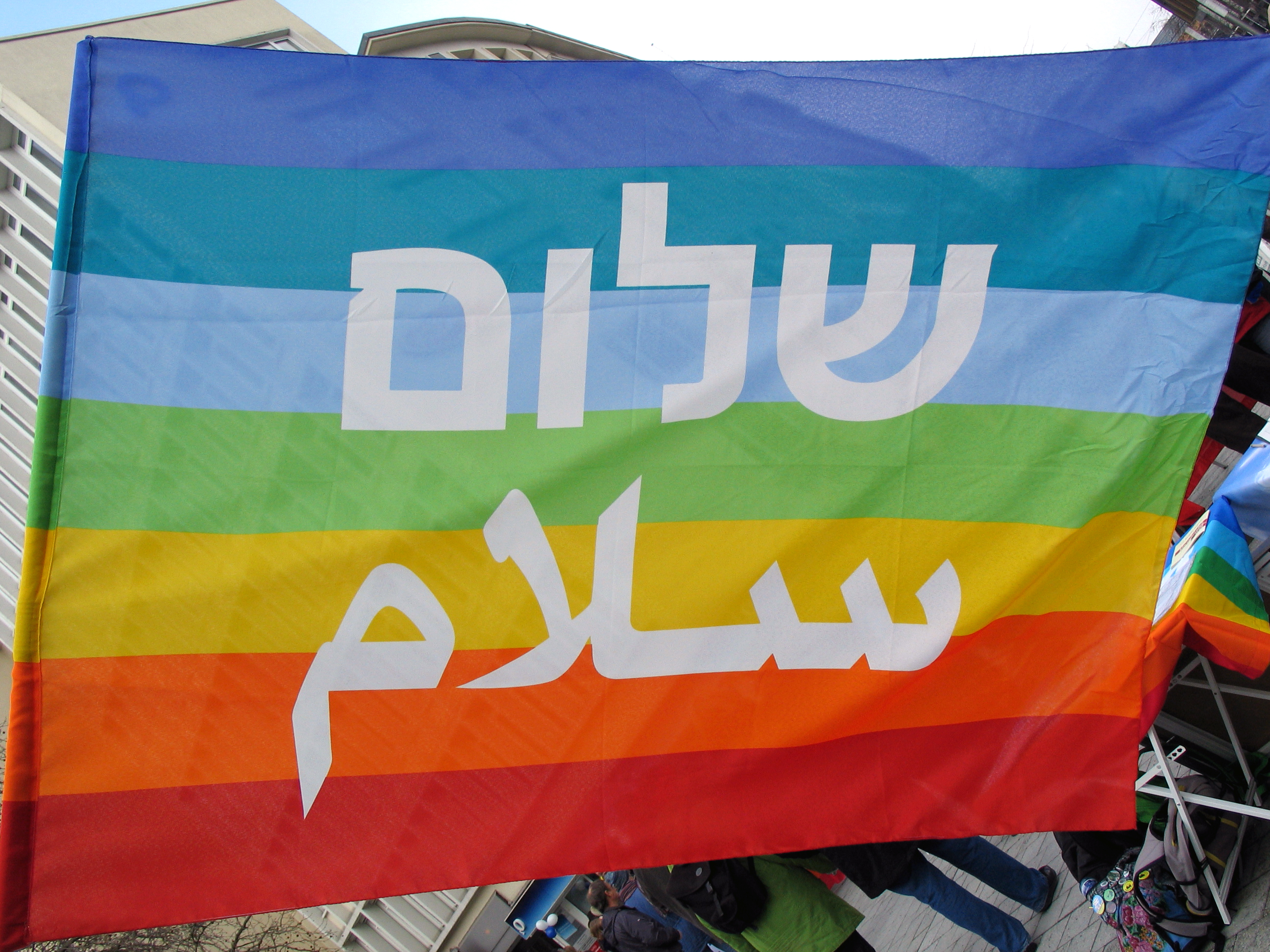
Радужный флаг со словами Шалом и Салам, что означает, соответственно, мир на иврите и арабском языках

22 октября 2002 года депутат партии Мерец Узи Эвен вошёл в историю, став первым открытым геем-членом Кнессета. С тех пор в Кнессет избраны ещё пять израильтян, которые являются открытыми гомосексуалами — Ницан Горовиц, Ицик Смули, Йораи Лахав-Герцано, Идан Ролль и Амир Охана. В 2019 году, после апрельских всеобщих выборов, были поставлен рекорд в виде выбора пяти депутатов-геев. Это Ицик Смули (Лейбористская партия), Амир Охана (Ликуд), Эйтан Гинзбург, Идан Ролль и Йораи Лахав-Герцано (каждый из которых является членом партии Кахоль-лаван).
В 2018 году город Раанана избрал Эйтана Гинзбурга (позже он стал депутатом парламента) мэром, что сделало его первым мэром в Израиле, который является открытым гомосексуалом.
В 2019 году, в преддверии сентябрьских выборов в законодательные органы, Ницан Горовиц успешно бросил вызов правящей Тамар Зандберг за лидерство в партии Мерец, что сделало Мерец первой израильской партией, избравшей своим лидером открыто гомосексуального человека.
В июле 2019 года премьер-министр Биньямин Нетаньяху назначил Эвана Коэна, лингвиста и борца за права ЛГБТ, официальным представителем иностранных СМИ.
Тем не менее, политики, выступающие против геев, все ещё были. В 1997 году президент Эзер Вейцман сравнил гомосексуальность с алкоголизмом на выступлении перед старшеклассниками. Это вызвало серьёзные споры, и президенту неоднократно звонили правозащитники и либеральные депутаты Кнессета. Вскоре после этого 300 человек вышли на демонстрацию перед резиденцией Вайцмана, требуя его отставки. Позже он извинился за эти заявления. 20 февраля 2008 года Шломо Бенизри, депутат Кнессета от религиозной партии «ШАС», член правящей коалиции премьер-министра Эхуда Ольмерта, обвинил в недавно произошедших на Ближнем Востоке землетрясениях активность гомосексуалистов. Бенизри сказал на пленарном заседании Кнессета:
Почему случаются землетрясения? ... Одной из причин является то, что Кнессет придает легитимность мужеложству. Нужно не просто укреплять здания, чтобы выдерживать землетрясения, а принять закон, запрещающий «извращения, такие как усыновление однополыми парами. Рентабельным способом предотвращения ущерба от землетрясения было бы прекращение принятия законодательства о том, как поощрять гомосексуальную активность в Государстве Израиль, которая в любом случае вызывает землетрясения.
В 2015 году Бецалель Смотрич, член Кнессета от ортодоксально-религиозной партии «Еврейский дом», назвал ЛГБТ-людей «ненормальными», заявив: «Дома все могут быть ненормальными, и люди могут создавать любую семейную ячейку, какую захотят. Но они не могут требовать это от меня, как от государства». Во время того же обсуждения он сказал аудитории: «Я гордый гомофоб». Позже он извинился и отказался от своего заявления, сказав: «Кто-то крикнул из толпы, и я невнимательно ответил». В июле 2015 года, после того, как Иерусалимский ЛГБТ-прайд подвергся нападению, Смотрич назвал это «парадом зверей» и отказался отказаться от своих гомофобных замечаний. В августе 2015 года Смотрич обвинил ЛГБТ-организации в контроле над СМИ, утверждая, что они используют свое влияние, чтобы завоевать общественное сочувствие и заставить замолчать тех, кто разделяет его консервативные взгляды. Израильская НПО «Ометц» подала жалобу в Комитет по этике Кнессета с просьбой вмешаться и расследовать комментарии Смотрича.
23 февраля 2016 года Кнессет отметил первый день прав ЛГБТ, но 24 февраля 2016 года партии, входящие в правящую коалицию, «Ликуд», «Объединенный иудаизм Торы», «Шас», «Кулану» и «Еврейский дом», поддерживаемые членами оппозиции, отклонили законопроекты о признании вдовцов, потерявших кормильца, запрете конверсионной терапии, признании однополых браков и подготовке медицинских работников по гендерным вопросам и вопросам сексуальной ориентации.
За два дня до парламентских выборов в апреле 2019 года премьер-министр Биньямин Нетаньяху впервые за 10 лет принял группу представителей ЛГБТ-сообщества в резиденции премьер-министра. Хотя встреча была охарактеризована как «теплая» и «хорошая», представители ЛГБТ-сообщества были разочарованы после того, как встреча закончилась отказом Нетаньяху дать обещание продвигать про-ЛГБТ-законодательство из-за давления правых религиозных и ультраортодоксальных коалиционных партий.
В июле 2019 года исполняющий обязанности министра образования Рафи Перец подвергся критике, когда поддержал конверсионную терапию. Премьер-министр Биньямин Нетаньяху отверг комментарии Переца как неприемлемые, заявив, что они «не представляют позицию [его] правительства» и что «[он] ясно дал ему понять, что израильская система образования продолжит принимать всех еврейских детей, кем бы они ни были, и без каких-либо различий по признаку сексуальной ориентации». Тысячи израильских учителей подписали петицию с требованием его отставки, и более тысячи человек протестовали против его комментариев в Тель-Авиве и в родном городе Переца, требуя его увольнения. Позднее Перец отказался от своих комментариев, назвав конверсионную терапию «неуместной», но добавил, что «люди с гомосексуальной ориентацией имеют право на получение профессиональной помощи».
В июне 2019 года иерусалимские городские инспекторы сняли баннер Pride, вывешенный посольством США для месяца гордости ЛГБТ. Заместитель мэра Арье Кинг распорядился о его снятии.

## Общество

### Условия жизни

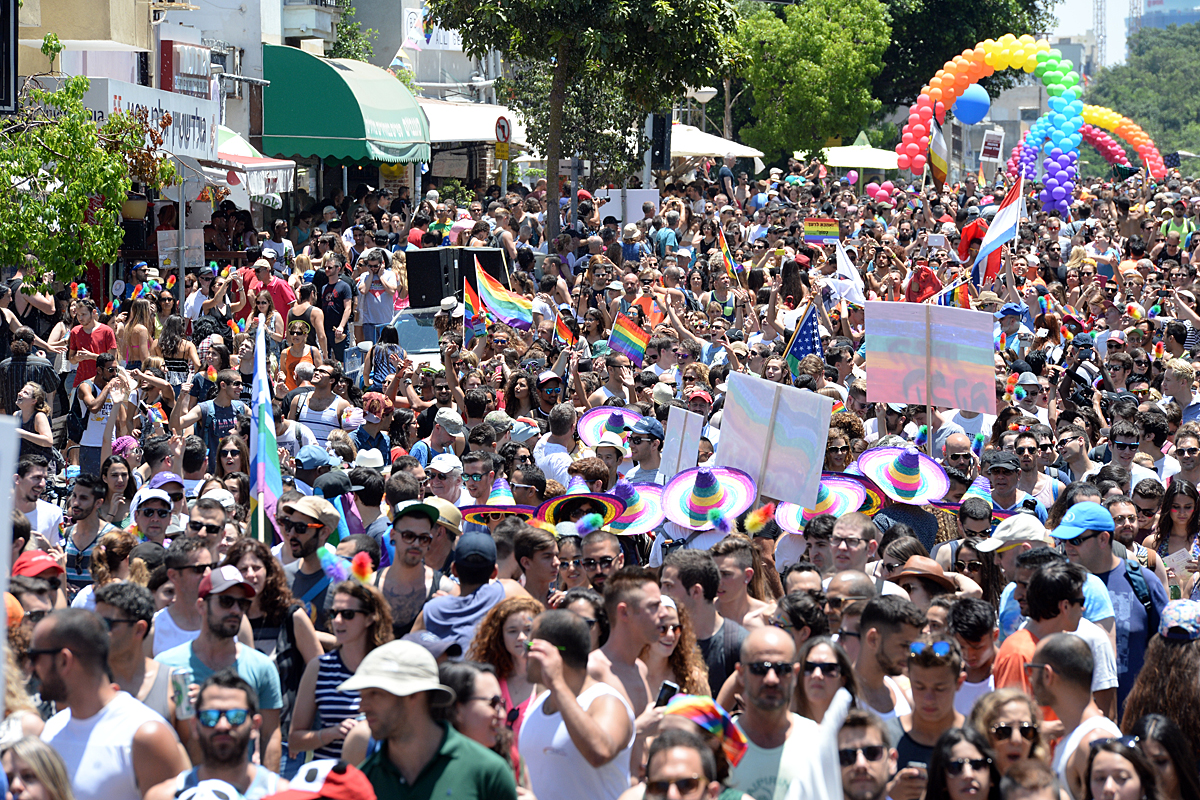
Парад в Тель-Авиве 2015 года

В Израиле есть активное ЛГБТ-сообщество, с ежегодными фестивалями гей-парадов, которые проводятся в Тель-Авиве и Иерусалиме с 1998 года. Прайды также регулярно проводятся в Хайфе, Петах-Тикве, Хадере, Раанане, Эйлате, и Ришон-ле-Ционе. В 2016 году первый в истории парад прайдов, запланированный в Беэр-Шеве, был отменен Верховным судом Израиля из соображений безопасности. Израиль — одна из одиннадцати зарубежных стран, в которой есть отделение американской группы PFLAG под названием Tehila.

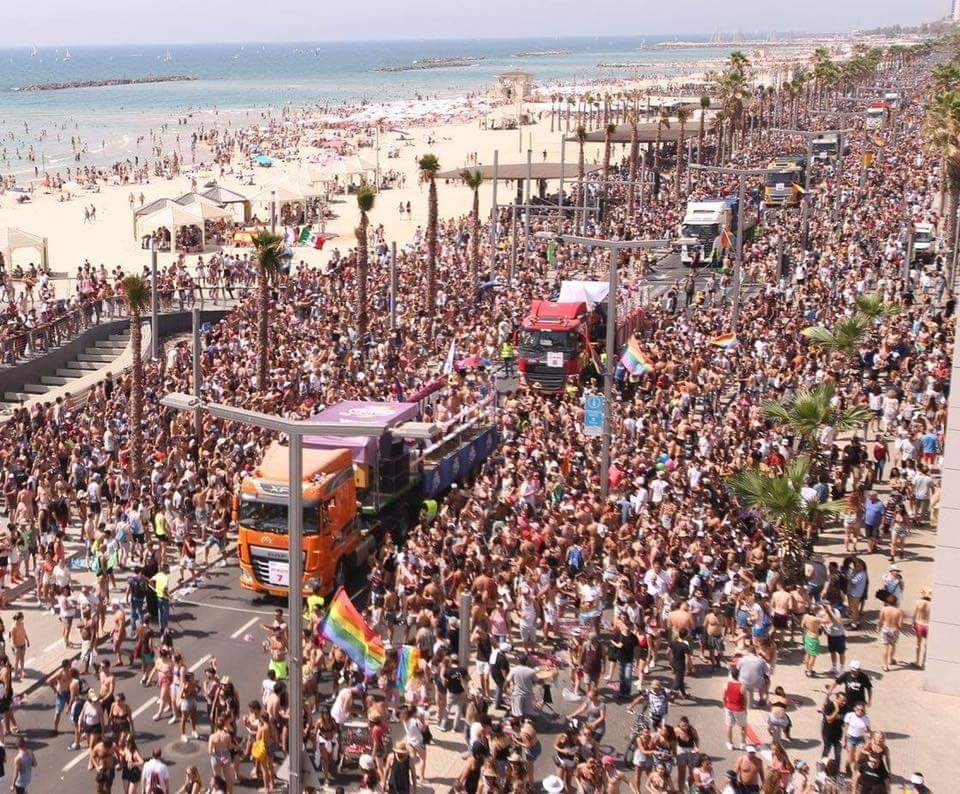
Парад в Тель-Авиве 2018 года

Парад в Иерусалиме получил международное освещение, когда в 2005 году три участника марша были ранены ножом. Впоследствии преступник был приговорен к двенадцати годам тюремного заключения. Попытка мэра Иерусалима, еврея-харедима, помешать Иерусалимскому прайду в июне 2005 года была оспорена в суде. Мэр проиграл, и ему было приказано выделить финансы на мероприятие. Фестиваль WorldPride был запланирован в Иерусалиме на август 2005 года, несмотря на протесты и противодействие со стороны представителей трех основных религий в Иерусалиме. Однако он был отложен из-за ухода Израиля из Сектора Газа, который требовал присутствия большинства израильских полицейских сил и, таким образом, оставил парад практически без мер безопасности. Парад сопровождался угрозами насилия, а также постоянными выступлениями некоторых еврейских, мусульманских и христианских лидеров и членов Кнессета. В ноябре 2006 года более двух тысяч членов общины харедим вышли на улицы в православном районе для митинга, направленного на то, чтобы заставить власти отменить гей-парад, который состоится в Иерусалиме. Пострадали около десятка человек. В 2015 году шесть человек получили ножевые ранения. Одна из жертв, 16-летняя Шира Банки, скончалась от ран в медицинском центре Хадасса через три дня, 2 августа 2015 года. Число участников прайда в Иерусалиме после нападения 2015 года было меньше, чем в прошлые годы. В 2016 году в параде приняли участие около 25 000 человек, многие из которых были солидарны с ЛГБТ-сообществом после смерти от ножевых ранений, в то время как в 2017 году в параде приняли участие не менее 22 000 человек. В 2018 году в параде приняли участие не менее 20 000 человек. 6 июня 2019 года около 15000 человек прошли маршем на мероприятие под строгой охраной, и, как сообщается, присутствовало 2500 сотрудников службы безопасности. По меньшей мере 49 человек, которые хотели прервать мероприятие, были арестованы.

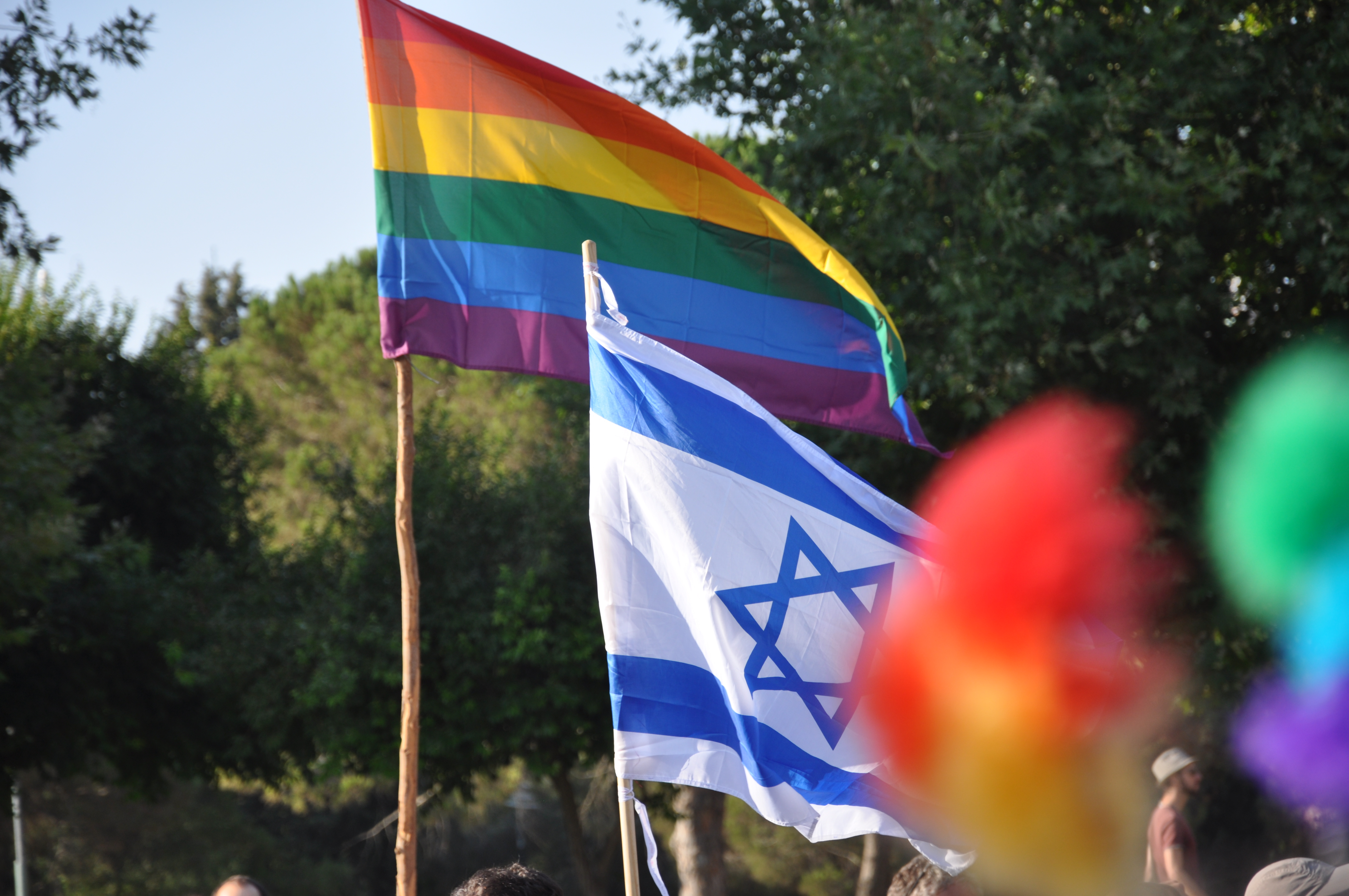
Флаг ЛГБТ и Израиля на гей-параде в Иерусалиме 2012 года

Тель-Авивский прайд — один из крупнейших прайдов в мире. В 2016 году было зарегистрировано 200 000 участников. Парад — это самый большой праздник в континентальной Азии, в котором в 2017 году приняли участие более 200 000 человек, из которых около 30 000 — туристы. В 2018 году было зарегистрировано более 250 000 участников и снова более 250 000 участников в 2019 году.
1 августа 2009 года неизвестный обстрелял главный центр ЛГБТ-молодежи Тель-Авива Барноар, в результате чего двое были убиты и пятнадцать получили ранения. Атака потрясла мировое гей-сообщество и весь Израиль, вызвав бурную реакцию по всей стране. До этого нападения ЛГБТ-сообщество в Израиле поддерживали в основном политики левого толка. Проблема прав и признания ЛГБТ начала постепенно смещаться в центр политического спектра Израиля. Этот сдвиг медленно начался, когда министр иностранных дел Израиля Ципи Ливни появилась на гей-параде за несколько месяцев до стрельбы. Однако после этой бойни правые политики начали публично выражать свою поддержку гей-сообществу.
6 октября 2016 года министр финансов Моше Кахлон объявил, что правительство Израиля издало распоряжение выделить 10 миллионов шекелей различным правительствам в течение двухлетнего периода для проверки ЛГБТ-сообщества страны на предмет возможной дискриминации. Ведущая ЛГБТ-некоммерческая организация назвала этот шаг историческим, а журналист Haaretz Илан Лиор отметил, что это даже приведет к серьёзному изучению таких вопросов, как ограничения на переливание крови для однополых пар.
В феврале 2019 года в отчете ЛГБТ-ассоциации The Aguda — Израильской целевой группы ЛГБТ президенту Реувену Ривлину было обнаружено, что в 2018 году количество случаев гомофобии увеличилось на 54 % по сравнению с 2017 годом. В отчете отмечается, что анти-гей-инцидент в Израиле происходит в среднем каждые десять часов. В социальных сетях гомофобный комментарий обнаруживается каждые четыре минуты.
В июле 2019 года Шломо Амар, главный сефардский раввин Иерусалима, подвергся критике за утверждение, что геи не могут быть религиозными, сказав: «Они не религиозны. Было бы лучше, если бы они отказались от своей кипы и Шаббата [соблюдения] и показали свое истинное лицо», и выступая за псевдонаучную практику конверсионной терапии. Неэманей Тора Ва’Авода и Антидиффамационная лига раскритиковали его комментарии. Члены совета Иерусалима Йоси Чавилов и Лаура Вартон призвали к снятию Амара с его поста раввина, так же как и открытый политик-гей Ави Бускила и член парламента партии Кахоль-лаван Эйтан Гинзбург. Представитель партии Кахоль-лаван Яэль Герман посоветовал Амару последовать примеру Папы Франциска в его действиях по принятию ЛГБТ-сообщества. Иерусалимская ассоциация открытых дверей и три еврейские группы ЛГБТ, Бат-Кол, Хаврута и Гей-религиозное сообщество, также осудили его комментарии. Он также вызвал споры в 2016 году, заявив, что гомосексуальность является «культом мерзости», за который Тора предписывает смертную казнь.

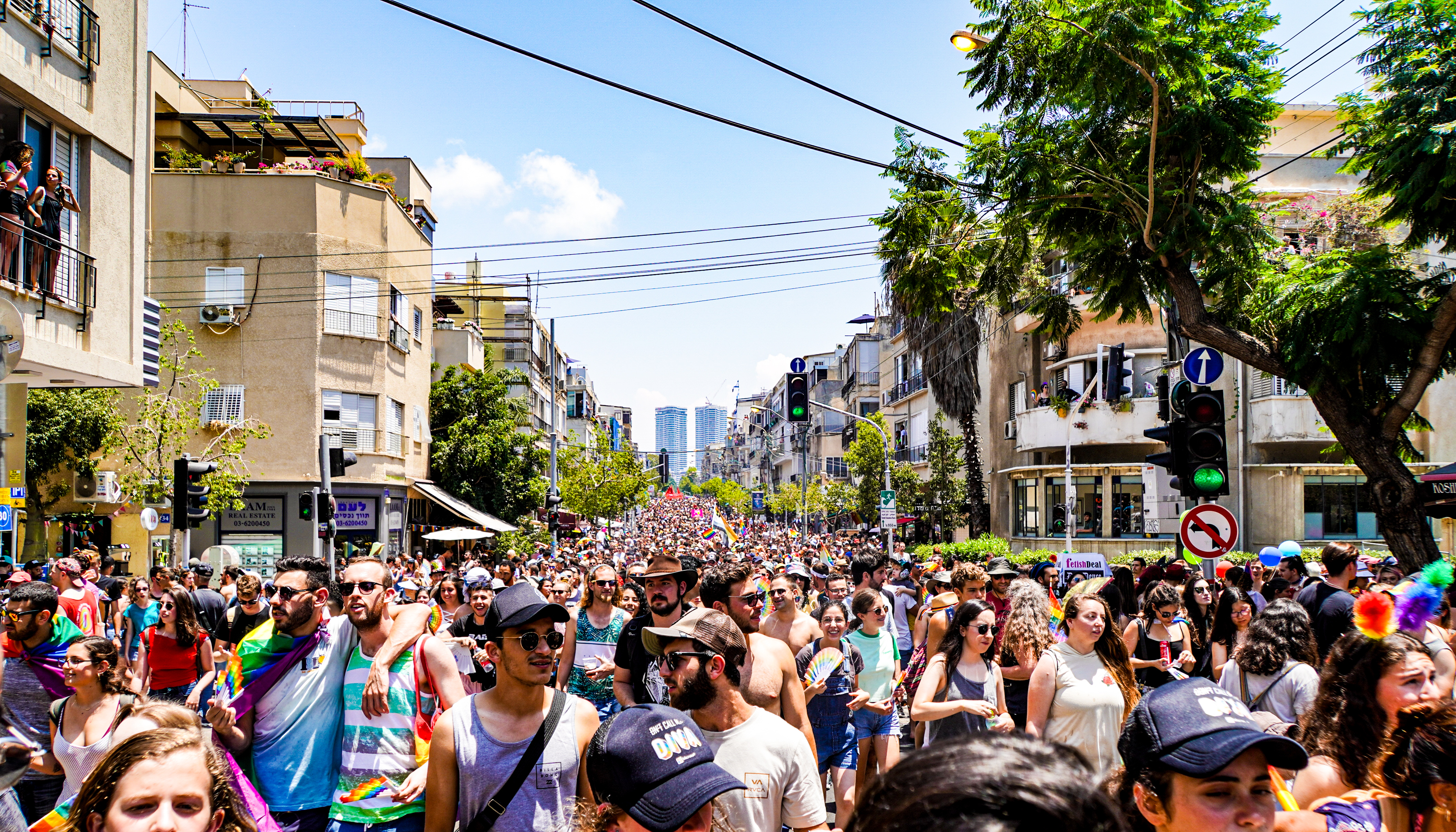
Парад в Тель-Авиве 2019 года собрал около 250 000 участников.

В июле 2019 года 16-летний подросток, проживающий в ЛГБТ-центре «Бейт Дрор» в Тель-Авиве, получил несколько ножевых ранений и был серьёзно ранен своим братом за отказ вести «религиозный образ жизни». Молодежь геев Израиля (МГГ) назвала нанесение ножевых ран преступлением на почве ненависти. Состояние пострадавшего стабилизировалось после того, как ему сделали операцию в Тель-Авивском медицинском центре Сураски. СМИ сообщили, что жертва и двое подозреваемых были братьями-мусульманами из арабского города Тамра на севере Израиля и что жертва была увезена из дома социальными службами из-за преследований со стороны его семьи. Около 1000 ЛГБТ-людей и их союзников прошли маршем в Тель-Авиве под лозунгом «борьба за наши жизни», чтобы осудить насилие в отношении ЛГБТ после нападения. В марше приняли участие открыто гомосексуальные депутаты партии Кахоль-лаван Эйтан Гинзбург и Идан Ролль, которые заявили, что партия стремится положить конец насилию в отношении ЛГБТ-сообщества, а также лидер партии «Мерец» Ницан Горовиц, первый в Израиле лидер открытой гей-партии, и Этаи Пинкас-Арад, который руководит ЛГБТ-портфелем в муниципалитете Тель-Авив-Яфо. Ряд политиков также осудили нападение как преступление на почве ненависти, среди них Ницан Горовиц и некоторые арабские законодатели, а именно Иссави Фрей, лидер партии Хадаш Айман Одех, Аида Тума-Слиман и Мтанес Шихадех. Член партии «Зеленое движение» Став Шаффир обвинил членов религиозного права в нетерпимости к ЛГБТ-израильтянам. Через четыре дня двое подозреваемых в нападении сдались.
В 2019 году ЛГБТ-ассоциация The Aguda — Израильская рабочая группа по ЛГБТ объявила, что мероприятия гей-парада будут проводиться в 12 местах, где они никогда раньше не проводились. Среди них Тверия, Бейт-Шемеш, Зихрон-Яаков, Рамат-Ган, Петах-Тиква, Пардес-Ханна-Каркур, Нетания, Явне и Кирьят-Бялик.

### Здоровье
23 февраля 2016 года Министерство здравоохранения утвердило программу доконтактной профилактики для предотвращения передачи ВИЧ, что сделало Израиль одной из первых стран, внедривших её. Лекарства раздаются в центрах СПИДа в больницах и клиниках, обслуживающих ЛГБТ-сообщество, а также в клиниках фонда здравоохранения.